# Мітміта
Мітміта (амх. ሚጥሚጣ) — порошкоподібна суміш приправ, яку використовують в Ефіопії.

## Опис
Вона має помаранчево-червоний колір і містить мелений африканський перець чилі, ефіопський кардамон (корима), гвоздику та сіль. Іноді до неї додають інші спеції, зокрема корицю, кмин та імбир.

## Використання
Суміш використовують для приправлення страви з сирої яловичини кітфо, а також можна посипати нею фул медамес (квасоля фава). Крім того, мітміту можна подавати як приправу і посипати нею інші страви або викладати ложкою на шматок инджери, щоб злегка вмочити в неї шматочки м'яса. Зазвичай її готують з гострого перцю, гострішого, ніж той, що використовується в бербере, іншій основній спеції ефіопської кухні.